# Francis Filbet
Francis Filbet, né le 8 juillet 1975, est un mathématicien français. Il est d'abord professeur à l’université Claude-Bernard (Institut Camille Jordan) de 2006 à 2015, puis à l'université Paul-Sabatier (Institut de mathématiques de Toulouse). Il est depuis 2021, directeur scientifique du LabEx CIMI à Toulouse.

## Travaux
Francis Filbet a obtenu son doctorat en 2001, à l'université de Nancy sous la direction d'Eric Sonnendrücker et Saïd Benachour, avec une thèse intitulée Contribution à l'analyse et la simulation numérique de l'équation de Vlasov.
Ses recherches portent essentiellement sur l'analyse numérique des équations aux dérivées partielles issues de la physique statistique équation de Boltzmann, le système de Vlasov-Poisson.

## Prix et récompenses
Il reçoit le prix Blaise-Pascal en 2012 remis en collaboration avec l'Académie des sciences et la Société de mathématiques appliquées et industrielles pour le développement, l'analyse puis la mise en œuvre de plusieurs schémas numériques pour les équations cinétiques issues de la physique des plasmas. Ces schémas sont exploités en simulation pour de nombreuses applications.
En 2010, il reçoit un ERC Starting Grant pour le projet  NuSiKiMo.
Il devient membre junior de l'institut universitaire de France en 2015. En 2016 il était professeur invité John von Neumann à l'Université technique de Munich.

Depuis 2020 il est membre du comité éditorial du journal SIAM Journal of Scientific Computing et depuis 2025 de la revue Communications in Mathematical Sciences.